# ウィリアム・ベヴァリッジ
ウィリアム・ヘンリー・ベヴァリッジ（William Henry Beveridge、1879年3月5日 - 1963年3月16日）は、イギリスの経済学者、社会政策学者、政治家。1942年に発表された「社会保険と関連サービス」（ベヴァリッジ報告書として知られる）と題された報告書は、第二次世界大戦後のイギリスだけでなく、日本を含む先進国の社会保障制度の構築に多大な影響を与えた。

## 経歴
国家公務員生活の後、ロンドン・スクール・オブ・エコノミクス（LSE）の学部長、オックスフォード大学ユニバーシティ・カレッジの学寮長などを務めた。政府の委員会に多数関わり、「ゆりかごから墓場まで」を目標としたイギリスの社会保障や雇用施策の充実に貢献した。思想的・学問的にはフェビアン協会のウェッブ夫妻、経済学者ジョン・メイナード・ケインズから多大な影響を受けた。

## 業績
1942年11月、政府刊行物として発刊された報告書『社会保険および関連サービス』をベヴァリッジ報告書と呼ぶ。社会保障の大前提として「完全雇用の維持」「所得制限なしの児童手当」「包括的な保健サービスの提供」の3つを挙げ、社会保障制度の原則として「均一拠出・均一給付の原則」を提示した。

### 政治家として
1944年より補欠選挙に出馬して自由党所属の庶民院議員となり、議会の場においてもベヴァリッジ報告に基づく社会改革の実施を主張した。第二次世界大戦後のクレメント・アトリー労働党内閣においてこの構想は実現へとむかい、「包括的な保健サービス」としてNHS（国民保健サービス）という、患者負担無料(当時)・税方式の医療保障制度が生まれた。

### ベヴァリッジ曲線
失業者（失業率）と企業の人員不足（欠員率）の間に負の関係を示した理論。性、年齢、職業、学歴、熟練の度合い、地域、産業の違いにより労働者の適正がさまざまであることを重視したベヴァリッジ曲線を分析することで、求職・求人がマッチするための情報源となる。

### 優生学
ベヴァリッジは優生学協会の会員だった。彼は一部の独立できない人間からは生殖権を剥奪すべきと主張した。ベヴァリッジは1906年の論文において、希望する失業者全員に国家が雇用を保障する政策は望ましくないとし、「雇用不適格者」は国家への依存者であり参政権や市民的自由、父親の資格を永久に剥奪され、公的な施設に収容されるべきだと主張した。ただし雇用不適格者が断種されるべきだとは明言していない。